# Guédiawaye
Guédiawaye is een stad en department in Senegalese regio Dakar.
In 2005 telde Guédiawaye 280.353 inwoners. De stad is in de jaren vijftig gesticht als voorstad voor Dakar.

## Geboren in Guédiawaye
- Tony Sylva (1975), voetballer
- Diafra Sakho (1989), voetballer
- Formose Mendy (1993), voetballer
- Ibrahima Mbaye (1994), voetballer
- Habib Diarra (2004), voetballer